# 王钰 (地层古生物学家)
王钰（1907年10月5日—1984年4月5日），字勿斋，男，直隶（今河北）深泽人，中国地层古生物学家，中国科学院学部委员。

## 生平
1933年毕业于北京大学地质系。1958年加入中国共产党。1980年当选为中国科学院学部委员（院士）。